# Václav Oharek
Václav Oharek (6. října 1845 Vyškov – 28. srpna 1916 Brno) byl český katolický duchovní, farář u sv. Mikuláše ve Znojmě, znojemský děkan a vlastivědný spisovatel.
Roku 1923 bylo vydáno vlastivědné pojednání o tišnovském okrese, které napsal před svou smrtí. Práci na knize dokončil v roce 1910. Konečnou úpravu pro tisk provedl hlavní redaktor Vlastivědy Augustin Kratochvíl z Muzejní a vlastivědné společnosti v Brně.